# 1564 год в литературе

## Умерли
- 27 декабря — Барон Зонег Ганс Унгнад (род. 1493) — религиозный деятель, сподвижник Реформации, распространитель протестантизма между славянами, основатель Южнославянского библейского института и типографии при нём; был его владельцем и покровителем[1].